# Gare de Breitenbach
La gare de Breitenbach est une gare ferroviaire française de la ligne de Colmar-Central à Metzeral située sur le territoire de la commune de Breitenbach, dans le département du Haut-Rhin en région Grand Est.
C'est une halte voyageurs de la Société nationale des chemins de fer français (SNCF), desservie par des trains régionaux TER Grand Est.

## Situation ferroviaire
Établie à 430 mètres d'altitude, la gare de Breitenbach est située au point kilométrique (PK) 21,097 de la ligne de Colmar-Central à Metzeral, entre les gares de  Luttenbach-près-Munster et de Muhlbach-sur-Munster.

## Histoire
La gare de Breitenbach est mise en service en 1868, lors de l'ouverture de l'exploitation de la ligne de Colmar à Munster

## Fréquentation
De 2015 à 2024, selon les estimations de la SNCF, la fréquentation annuelle de la gare s'élève aux nombres indiqués dans le tableau ci-dessous.
| Année     | 2015   | 2016   | 2017   | 2018   | 2019   | 2020   | 2021   | 2022   | 2023   | 2024   |
| --------- | ------ | ------ | ------ | ------ | ------ | ------ | ------ | ------ | ------ | ------ |
| Voyageurs | 31 894 | 31 159 | 28 724 | 27 185 | 30 219 | 28 763 | 29 562 | 28 767 | 28 551 | 34 957 |

## Service des voyageurs

### Accueil
Halte SNCF, c'est un point d'arrêt non géré (PANG) à accès libre

### Desserte
Breitenbach est desservie par des trains régionaux TER Grand Est de la relation Colmar - Metzeral.

### Intermodalité
Un parc pour les vélos et un parking pour les véhicules y sont aménagés.